# Теорія імпетуса
Теорія імпетуса (від лат. impetus 'поштовх, імпульс') — натурфілософська теорія, згідно з якою причиною руху кинутих тіл є деяка сила (імпетус), вкладена в них зовнішнім джерелом. Теорія імпетуса з'явилася в результаті критики деяких положень фізики Аристотеля, але в цілому відповідає їй.

## Загальна характеристика теорії імпетуса

### Основні положення
Теорія імпетуса була спробою відповіді на питання: що рухає тіло, кинутим поблизу поверхні Землі? Наявність рушійної сили вважалася необхідним у зв'язку з загальними положення механіки Аристотеля, згідно з якою рух можливий тільки при наявності рушійної сили. В теорії імпетуса передбачалося, що в ході спільного руху з кинутим тілом (каменем, стрілою, гарматним ядром) рушій (рука людини, тятива лука, праща, вогнепальна зброя тощо) вкладає в кинуте тіло деяку силу (у мислителів Сходу — насильницьку схильність), яка і змушує тіло рухатися далі. Ця вкладена сила і була названа в XIV сторіччі імпетусом. Імпетус вважався новою якістю рухомого тіла, відсутнім у нерухомого тіла, аналогічно тому, як тепло є якістю гарячого тіла, відсутнім у холодного тіла. Процес передачі імпетуса мислився за аналогією з теплопередачою. В ході руху тіла імпетус поступово вичерпувався, завдяки чому кинуте тіло в результаті падало на поверхню Землі.

### Спірні питання
Спочатку теорія імпетуса розвивалася в контексті коментування творів Арістотеля або навіть теологічних трактатів, і тільки в кінці XVI — початку XVII ст. були написані твори, що містять спроби побудови на її основі послідовної фізичної теорії (Джамбатістою Бенедетті, Галілео Галілеєм). Однак така теорія так і не була створена.
Багато дискусій завжди викликало питання про те, чи вичерпується імпетус в ході руху тіла мимоволі або тільки завдяки опору зовнішніх чинників (тертя об повітря, дії гравітації). На користь самовичерпування імпетуса висловлювалися Філопон, аль-Багдаді, Франческо з Марча, Микола Орезмський, на користь зникнення імпетуса через опір зовнішніх чинників — Авіценна, Жан Бурідан, Альберт Саксонський.
Далі, одні мислителі вважали, що тіло, що рухається під дією імпетуса, не відчуває важкість (Авіценна), інші вважали, що тяжкість і імпетус діють одночасно (аль-Багдаді), хоча б на деякій ділянці траєкторії (Альберт Саксонський).
Пізніше (з XIV століття) почалися суперечки з питання про те, яким чином початковий рух (тобто спільний рух кинутого тіла і рушія) сприяє виникненню імпетуса: завдяки наявності швидкості або прискорення? У першому випадку імпетус також породжує швидкість кинутого тіла, у другому — також і прискорення. На користь першого варіанту висловлювався Бурідан, другого — Микола Орезмський. З Буріданом пов'язана ще одна спірна концепція — уявлення про те, що імпетус може викликати обертання твердого тіла навколо своєї осі; ця ідея була відкинута Джамбатістою Бенедетті на користь припущення, що імпетус може викликати тільки прямолінійний рух тіла.